# 綾野マリ
綾野 マリ（あやの まり、10月14日 - ）は、日本の女性声優。2024年4月1日に事務所ベストポジションを退所。2025年4月以降、芸名を綾野まりから綾野マリへと改名し、現在フリーで活動。埼玉県出身。

## 出演

### 吹き替え
- ブレイド・オブ・ゴッド 天空の剣 (2022年 イエン・ズー)
- ダンジョン・オブ・ドラゴン (2022年 ヤン・リー)

### ゲーム
- 金銭遊戯（2022年、鶴姫、ヘスティア）
- この素晴らしい世界に祝福を!ファンタスティックデイズ(2023年 紅魔族、教員、オーク)
- スノウブレイク (2023年)
- ガーディアンテイルズ(2023年)
- 三国志ブラスト(2023年)
- 三国志アナザー (2023年、張春華、諸葛果、馬雲騄)
- エターナルリターン (ゲーム)（2024年、橘つばめ）
- キングダムカム・デリバランスⅡ(2025年)

### 同人DVD
- 第17回 東方M-1ぐらんぷり (2022年、玉造魅須丸)

### 舞台
- りーでぃんぐぱーてぃーvol.8 (2020年)
- りーでぃんぐぱーてぃーvol.11 (2022年)

### 映像
- 佐咲紗花「Never tha Fever!!」MV (2023年)